# Westby (Montana)
Westby – miasto (town) położone w północno-wschodnim krańcu stanu Montana, blisko granicy z Kanadą.

## Położenie
Westby leży w Stanach Zjednoczonych, w stanie Montana, w hrabstwie Sheridan.
Miejscowość leży na wysokości 641 m n.p.m. i ma powierzchnię 1,4 km².

## Środowisko naturalne

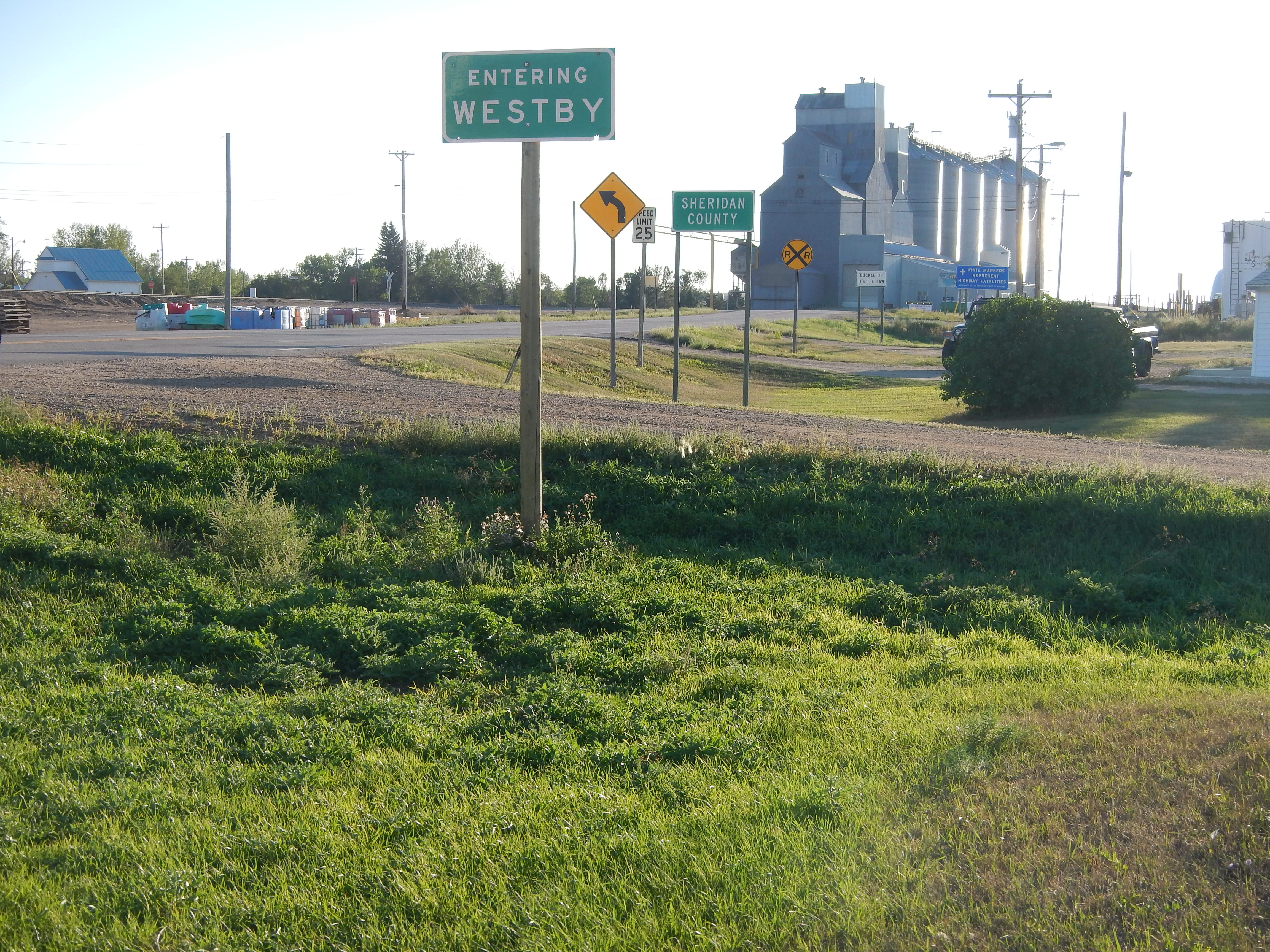
Stokłosa bezostna rośnie powszechnie na poboczach i pastwiskach w pobliżu Westby

W pobliżu Westby najbardziej rozpowszechnionymi glebami są Mollisole (Mollisols), przede wszystkim Ustolls, czyli podrząd charakterystyczny dla obszarów półsuchych.
Zgodnie z Klasyfikacją klimatów Köppena Westby leży w zimnym klimacie stepowym, oznaczanym jako BSk. Średnia roczna temperatura powietrza wynosi 4,3 °C. Najcieplejszym miesiącem jest lipiec ze średnią temperaturą wynoszącą 20,4 °C, najzimniejszym jest styczeń ze średnią temperaturą –14,2 °C. Średnie opady roczne wynoszą 358,1 mm z maksimum w czerwcu (78,7 mm), a minimum w lutym (10,2 mm). Najgrubsza pokrywa śnieżna zazwyczaj występuje w grudniu i wynosi średnio 15,2 cm.

## Historia
Pierwotnie Westby było wiejską osadą powstałą w pierwszej dekadzie XX w. w północno-zachodniej części stanu Północna Dakota. Od 1910 r. funkcjonowała tam poczta, otwarto również sklep i bank. Jednak kiedy w 1913 r. uruchomiono, przebiegającą przez pobliskie terytoria, linie kolejową Soo Line Railroad większość biznesu i mieszkańców przeniosła się ok. 2 mile na północny zachód, w pobliże linii kolejowej. Większość nowej lokalizacji miasteczka znalazła się w obrębie hrabstwa Sheridan w Montanie, jedynie niewielki skrawek przynależy do Północnej Dakoty. Przeniesienie poczty w nową lokalizację prawdopodobnie nastąpiło dopiero w 1916 r., co ostatecznie przypieczętowało przeniesienie osady do Montany. W 1924 r. otwarto szkołę. Prawdziwy rozwój przyszedł wraz z wydobyciem ropy naftowej w okolicach miasta od lat 60. do 80. XX w. Lata 90. to czas rozbudowy elewatorów zbożowych w mieście, które na początku XXI w. mogą pomieścić więcej ziarna niż inne elewatory w regionie. Od 2009 r. miasto znów zaczęło korzystać ze wzrostu wydobycia ropy naftowej w okolicy.
Nazwa miasteczka pochodzi od połączenia dwóch słów: ang. „west” od pierwotnego usytuowania osady na zachodnich krańcach Północnej Dakoty oraz duń. „by” co znaczy po duńsku miasto.

## Demografia
Na podstawie spisu statystycznego z 2010 r. w Westby mieszkało 168 osób zamieszkujących w 82 gospodarstwach domowych. Gęstość zaludnienia wynosiła 123 osoby na km². Przeważały osoby odmiany białej – 161 osób.
Szacuje się, że w 2015 r. największy odsetek mieszkańców pracował w edukacji oraz w przemyśle wydobywczym ropy naftowej.